# Z言語
Z言語 (ぜっどげんご) は、Z記法 (ぜっどきほう) ともいい、形式仕様記述言語であり、コンピュータシステムの記述とモデリングを行うために使われる。
ZはZF集合論から名前をとって命名された。
Zは次のことに焦点を当てている。
- コンピュータプログラムの簡明な仕様の記述。
- 意図するプログラムの振る舞いの証明の形式化。

Zは、もともとは1977年に Jean-Raymond Abrial により Steve Schuman とバートランド・メイヤーの支援を得て開発された。
Zの開発は、オクスフォード大学のプログラミング研究グループでさらに続けられた。
Abrial は、1980年前半にこの研究グループで開発作業を行った。
Zは、公理的集合論とラムダ計算、一階述語論理で使われる標準的な数学的記法に基づいている。
Zで記述されたあらゆる式は型づけられており、それにより素朴集合論のパラドックスのいくつかを回避する。
Zは標準化されたカタログを含む。
このカタログは数学的ツールキットと呼ばれる。
このツールキットは、一般的に使われる数学的な関数と述語から構成される。
Zは多くの非ASCIIシンボルを使っているが、Zの仕様ではZで使うシンボルをASCIIあるいはLaTeXで表現する方法の提案を含んでいる。
Zを初めて学ぶ人にとって有用な文献として次の資料がある。
- The Z Notation: a reference manual (英語)

Zは、IBM CICS プロジェクトで使われた。

## 標準
ISO (国際標準化機構) は2002年にZの標準化作業を完了した。
この仕様の題名は Information Technology – Z Formal Specification Notation – Syntax, Type System and Semantics ISO/IEC 13568:2002 である。
ISOから直接に取得し閲覧することができる。
13568_2002.zip、1 MB PDF、196 頁